# Aekharuaya
Aekharuaya) is een bestuurslaag in het regentschap Padang Lawas van de provincie Noord-Sumatra, Indonesië. Aekharuaya) telt 180 inwoners (volkstelling 2010).